# Parafia Matki Bożej Częstochowskiej w Ostrówku
Parafia Matki Bożej Częstochowskiej w Ostrówku – parafia rzymskokatolicka w Ostrówku, należąca do archidiecezji lubelskiej i dekanatu Czemierniki. Została erygowana w 1921. Mieści się pod numerem 38. Parafię prowadzą księża diecezjalni.

## Zasięg parafii
Do parafii należą wierni z następujących miejscowości: Antoniówka, Cegielnia, Dębica-Kolonia, Jeleń Kolonia, Kamienowola, Luszawa, Ostrówek-Kolonia, Ostrówek.